# Oleszka
Oleszka (deutsch Oleschka, 1936–1945 Nieder Erlen) ist ein Ort in der Stadt- und Landgemeinde Zdzieszowice (Deschowitz) im Powiat Krapkowicki der Woiwodschaft Opole in Polen. Ortsteil von Oleszka ist der Weiler Skały (Vorwerk Hubertusruh).

## Geographie
Das Angerdorf Oleszka liegt sechs Kilometer nördlich von Zdzieszowice (Deschowitz), 16 Kilometer östlich von Krapkowice (Krappitz) und 35 Kilometer südöstlich von Opole (Oppeln) im Landschaftsschutzgebiet Park Krajobrazowy Góra Świętej Anny. Nördlich des Dorfes verläuft die Autostrada A4.
Nachbarorte von Oleszka sind im Norden Ligota Dolna (Nieder Ellguth), im Süden Żyrowa  (Zyrowa ) und im Westen Jasiona (Jeschona).

## Geschichte

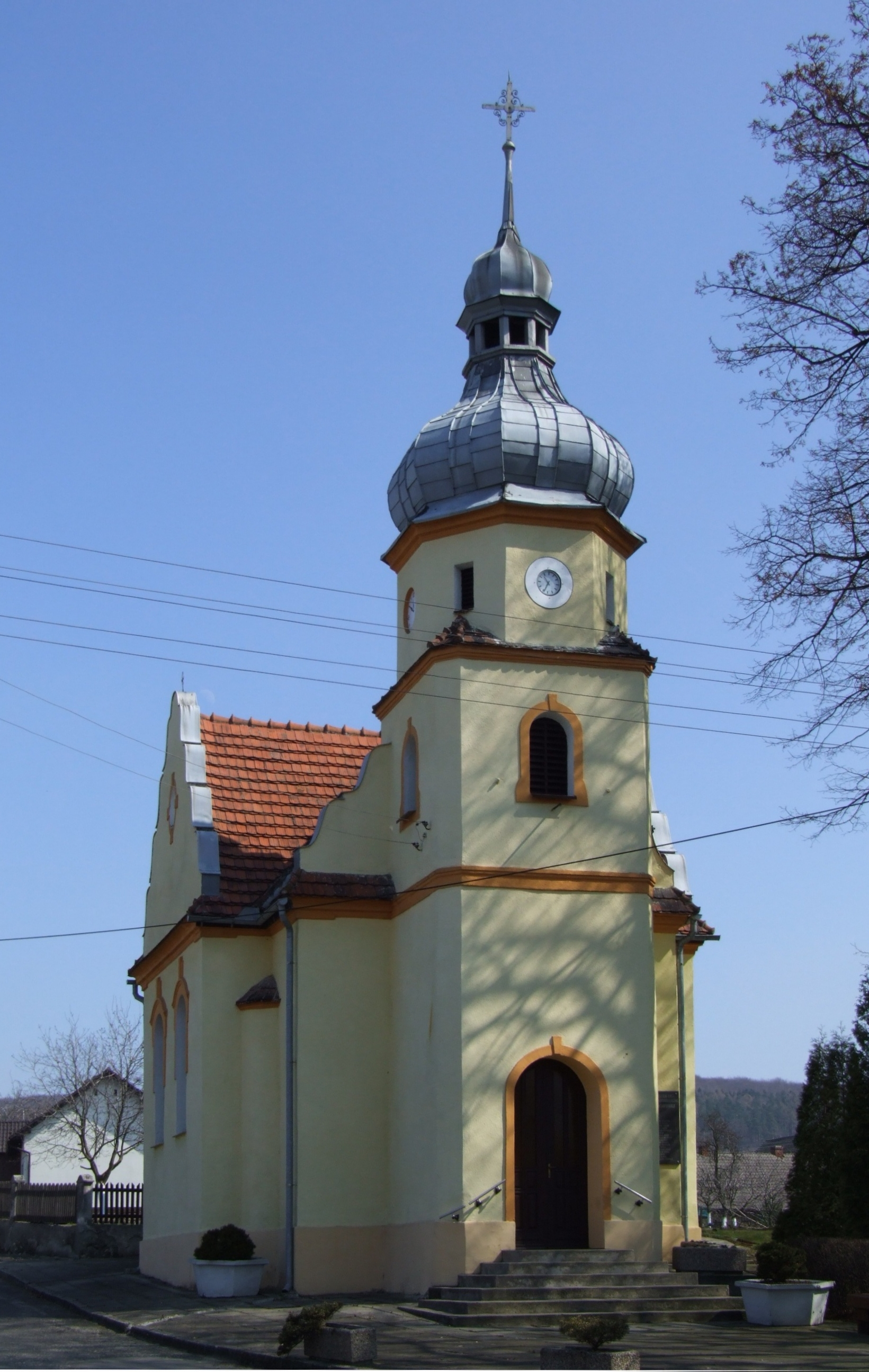
Kapelle

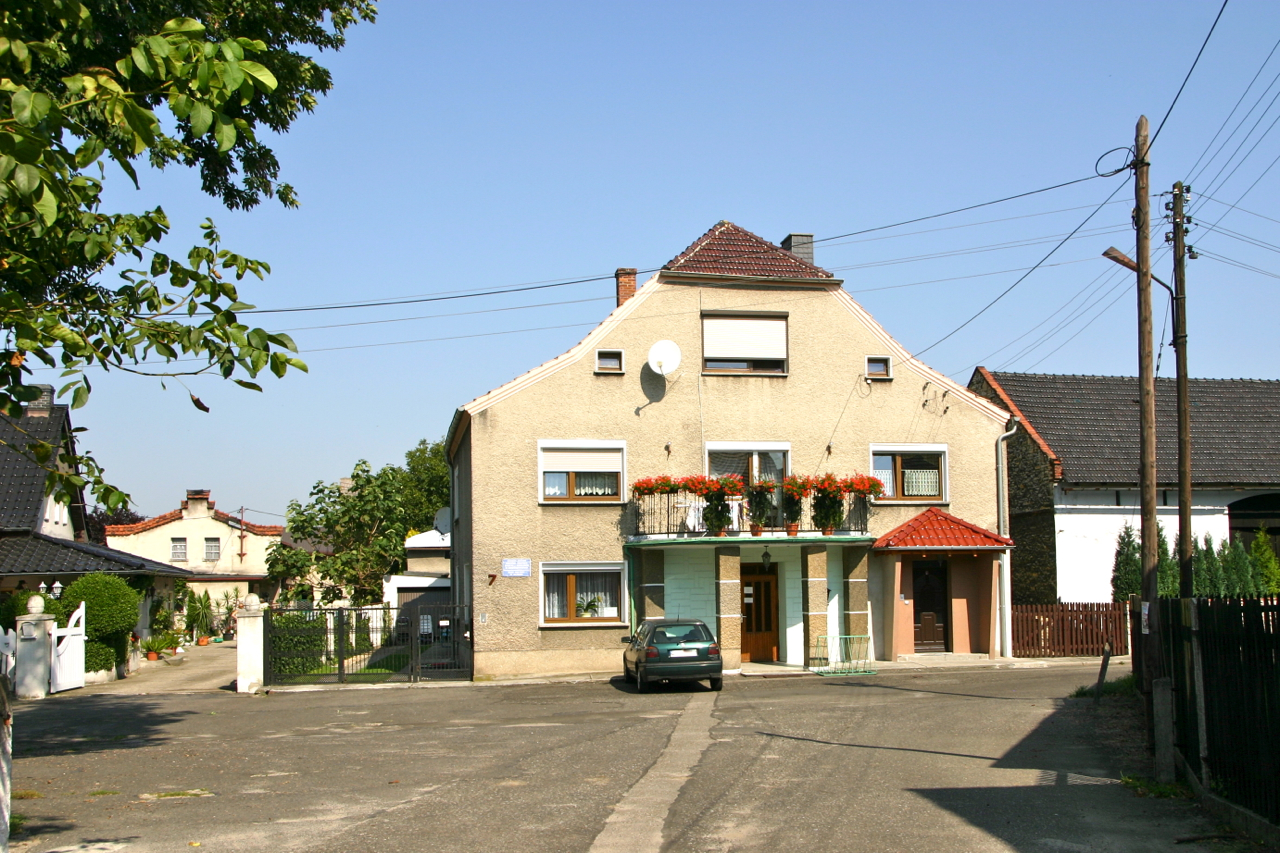
Ortsbild

Der Ort entstand spätestens im 13. Jahrhundert und wurde 1302 erstmals urkundlich als Oleska erwähnt.
Nach dem Ersten Schlesischen Krieg 1742 fiel Oleschka mit dem größten Teil Schlesiens an Preußen. Der Ort wurde 1783 im Buch Beyträge zur Beschreibung von Schlesien als Oleschka erwähnt, gehörte einem Grafen von Gaschin und lag im Kreis Groß Strehlitz des Fürstentums Oppeln. Damals hatte er 55 Einwohner, ein Vorwerk, zehn Bauern, acht Gärtner und einige Häusler.
Nach der Neuorganisation der Provinz Schlesien gehörte die Landgemeinde Oleschka ab 1816 zum Landkreis Groß Strehlitz im Regierungsbezirk Oppeln. 1845 bestanden im Dorf ein Vorwerk (Strzibniow), ein Kalksteinbruch und 24 Häuser. Im gleichen Jahr lebten in Oleschka 170 Menschen, allesamt katholisch. 1865 bestand Oleschka aus einem herrschaftlichen Vorwerk und einem Dorf. Das Dorf hatte 19 Gärtner und sieben Häusler. Die Schule befand sich in Zyrowa. 1874 wurde der Amtsbezirk Zyrowa gegründet, welcher die Landgemeinden Jeschiona, Krempa, Oleschka und Zyrowa und die Gutsbezirke Dallnie, Dallnie Vorwerk, Jeschiona und Zyrowa umfasste.
Bei der Volksabstimmung in Oberschlesien am 20. März 1921 stimmten im Ort 81 Wahlberechtigte für einen Verbleib Oberschlesiens bei Deutschland und 102 für eine Zugehörigkeit zu Polen. Oleschka verblieb nach der Teilung Oberschlesiens beim Deutschen Reich. Während des III. polnischen Usurpantenaufstades wurde Oleschka am 8. Mai von polnischen Aufständen erobert.1933 lebten im Ort 329 Einwohner. 1936 wurde der Ort im Zuge einer Welle von Ortsumbenennungen der NS-Zeit in Nieder Erlen umbenannt. 1939 hatte der Ort 343 Einwohner. Bis 1945 befand sich der Ort im Landkreis Groß Strehlitz.
1945 kam der bis dahin deutsche Ort unter polnische Verwaltung und wurde anschließend der Woiwodschaft Schlesien angeschlossen und ins polnische Oleszka umbenannt. 1950 kam der Ort zur Woiwodschaft Oppeln. 1999 kam der Ort zum wiedergegründeten Powiat Krapkowicki.

## Sehenswürdigkeiten
- Die römisch-katholische Mariä-Heimsuchung-Kapelle (poln. Kaplica Nawiedzenia NMP) wurde 1925 im neobarocken Stil erbaut.
- Denkmal 700-Jahre Oleszka
- Hölzernes Wegekreuz
- Bildstock

## Vereine
- Deutscher Freundschaftskreis

## Galerie

Abschlussprüfung zum Fleischbeschauer
Erster Weltkrieg
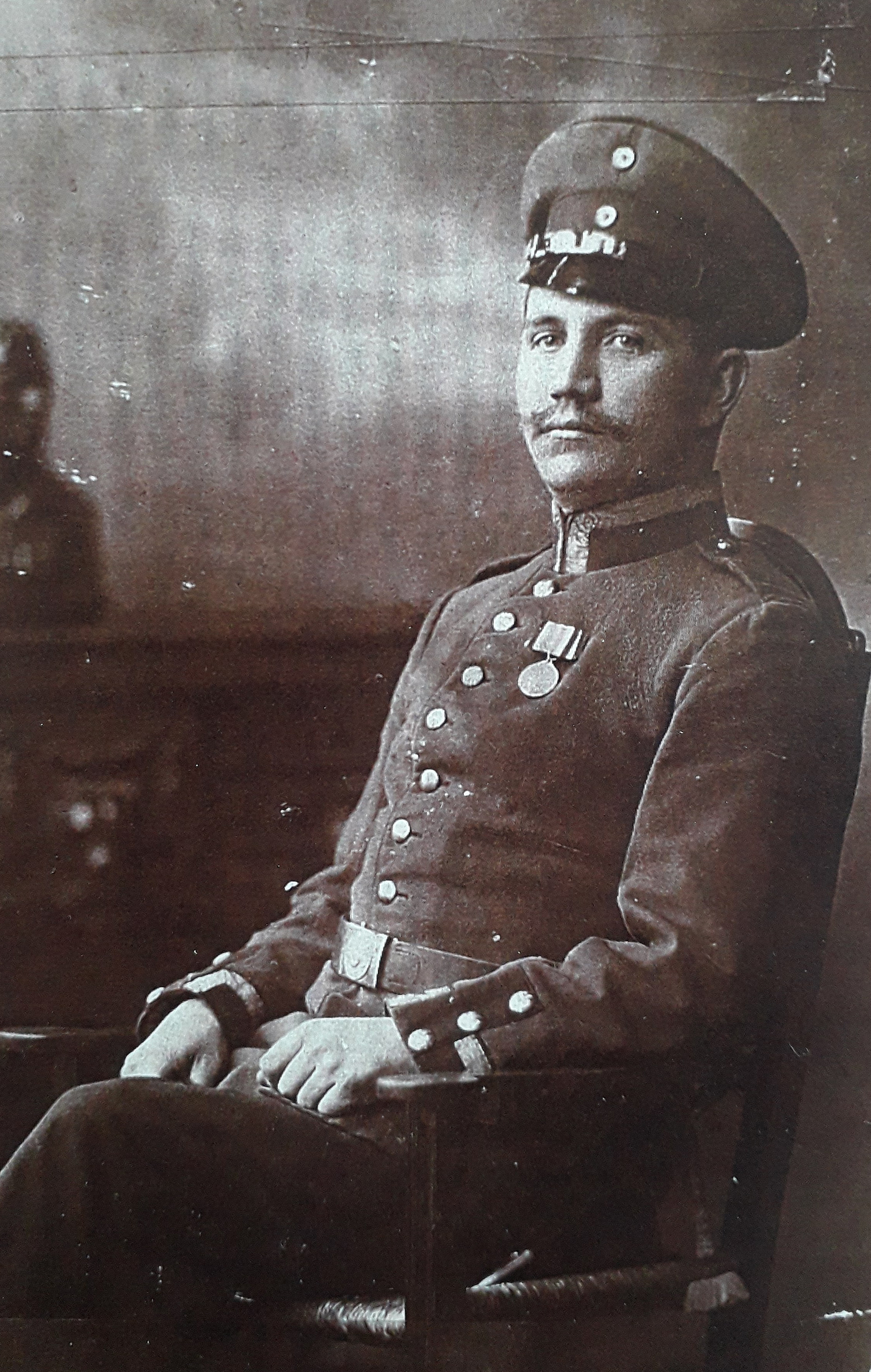
Eine Familie aus Oleszka
Eine Familie aus Oleszka
Oma mit Enkelkindern
Ortsbild
Herbstfest
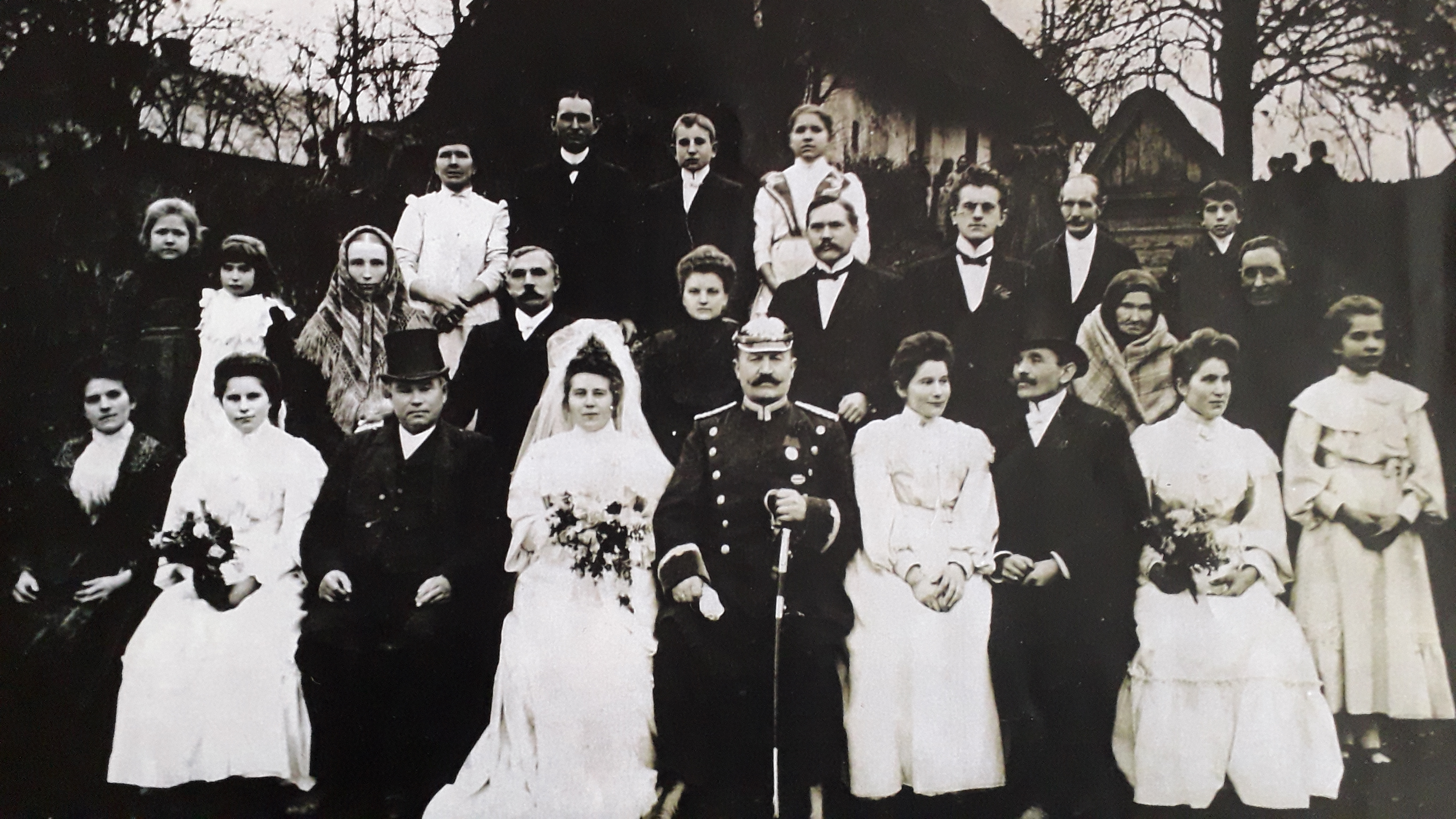
Hochzeit in Oleszka (1913)